# Glimt fra arbejdernes andels-boligforening
Glimt fra arbejdernes andels-boligforening er en dansk dokumentarfilm fra 1937 instrueret af C.E. Christiansen.

## Handling
Glimt fra Arbejdernes Andels Boligforening i anledning af 25 års jubilæet 12. marts 1937.